# Діаграма Юнга
Діаграма Юнга — у математиці є комбінаторним об'єктом, корисним у теорії представлень та численні Шуберта. Діаграма забезпечує зручний спосіб опису представлення групи симетричних та загальних лінійних груп та вивчення їх властивостей. Діаграми Юнга були введені Альфредом Юнгом, математиком Кембриджського університету, в 1900 році. Невдовзі, у 1903 році, вони були застосовані у вивченні симетричної групи Георгом Фробеніусом. У подальшому теорію діаграм Юнга розвинули багато математиків, зокрема Персі Макмагон, Вільям Годж, Гілберт де Борегар Робінсон, Джан-Карло Рота, Ален Ласку, Марсель-Поль Шютценбергер та Річард Стенлі.

## Визначення
Примітка: ця стаття використовує англійську конвенцію для відображення "Діаграм та таблиць Юнга".

### Діаграми

Діаграма Юнга форми (5, 4, 1), англійське позначення

Діаграма Юнга форми (5, 4, 1), французьке позначення

Діаграма Юнга (також називається діаграмою Феррерса, особливо, якщо вона представлена з використанням точок) — це скінченна колекція комірок, розташованих у стовпцях, що лежать у лівих-виправданих рядках, з довжинами рядків у незмінному порядку. У переліку кількості кодів у кожному рядку задано розділ λ невід'ємного цілого числа n, загальну кількість кодів діаграми. Схоже, діаграма Юнга має форму λ, і вона містить ту ж саму інформацію, що і цей розділ. Зберігання однієї діаграми Юнга в іншій означає часткове впорядкування на множині всіх розділів, що насправді є структурою гратки, відомої як гратка Юнга. У кожному стовпчику вказано кількість комірок діаграми Юнга, яка дає інший розділ, сполучений або переміщений розділ λ; одержує діаграму Юнга такої форми, яка відбиває оригінальну діаграму вздовж головної діагоналі.
Існує майже загальна згода про те, що в маркуванні комірки діаграми Юнга за парними цілими числами перший індекс вибирає рядок діаграми, а другий індекс вибирає поле в рядку. Тим не менш існують дві чіткі конвенції для відображення цих діаграм: перша розміщує кожен рядок під попереднім, а друга розміщує кожен рядок у верхній частині попереднього. Оскільки перша конвенція в основному використовується англофонами, тоді як вони часто віддають перевагу французьким мовам, звичайно в цій конвенції існує, відповідно, як англійське позначення та французьке позначення; наприклад, у своїй книзі про симетричні функції, Ян Гранд Макдональд радить читачам, які віддають перевагу Французькій конвенції, "читати цю книгу вгору вниз у дзеркалі" (Macdonald 1979, p. 2). Ця номенклатура, мабуть, почалася як жартівлива. Англійське позначення відповідає універсальному використанню матриць, тоді як французьке позначення лише наближається до конвенції декартових координат; однак, французьке позначення відрізняється від цієї конвенції, поставивши в першу чергу вертикальну координату. На малюнку праворуч показано діаграму Юнга, яка відповідає розділу (5, 4, 1) номеру 10 за допомогою англійського позначення. Кон'югативним розділом, який вимірює довжину колонки, є (3, 2, 2, 2, 1).

#### Довжина руки та ноги
У багатьох програмах, наприклад, при визначенні функцій Джека, зручно визначити довжину руки aλ(s) комірки s як число стовпців праворуч від s на діаграмі λ. Аналогічно, довжина ноги lλ(s) - це кількість комірок нижче s. Ця позначка передбачає, використання англійського позначення. Наприклад, значення гака комірки s в λ є тоді це просто aλ(s)+lλ(s)+1.

### Таблиці

Стандартна діаграма Юнга форми (5, 4, 1)

Таблиці Юнга отримуються, заповненням комірок діаграми Юнга діаграми з символами, взятими з деякого алфавіту, який, як правило, повинен бути повністю впорядкованою множиною. Спочатку цей алфавіт був набором індексованих змінних x1, x2, x3..., але зараз для зручності зазвичай використовується набір чисел. У своїй оригінальній заявці до теорії представлення симетричної групи, таблиці Юнга мають n різних записів, довільно призначених коміркам діаграми. Таблиця називається стандартною, якщо записи в кожному рядку та кожен стовпчик збільшуються. Число відмінних стандартних таблиць Юнга на n записів дається числами інволюції
1, 1, 2, 4, 10, 26, 76, 232, 764, 2620, 9496, ... (послідовність A000085 в ЕПЦЧ)
В інших програмах природно, щоб однаковий номер з'явився більше одного разу (або взагалі не з'явився) у таблиці. Таблиця називається напів стандартною або стовпчико-строгою, якщо записи трішки збільшуються вздовж кожного рядка і суворо зменшують кожен стовпчик. Записуючи кількість разів, коли кожне число відображається у табличці, дається послідовність, відома як вага таблиць. Таким чином, стандарт таблиць Юнга являє собою саме напів стандартну таблицю ваги (1,1, ..., 1), яка вимагає, щоб кожне ціле число до n з'являлося  рівно один раз.

### Варіації
Існує декілька варіантів цього визначення: наприклад, суворого-рядкова таблиця, яка збільшує кількість записів по рядках і збільшує колонки. Також були розглянуті таблички зі зменшувальними записами, зокрема, в теорії плоских перегородок. Існують також узагальнення, такі як таблиця доміно або стрічкова таблиця, в якій декілька комірок можуть бути згруповані разом перед призначенням записів до них.

### Асиметричні таблиці

Асиметрична таблиця форми (5, 4, 2, 2)/ (2, 1), англійське позначення

Асиметрична форма являє собою пару розділів (λ,μ) таких, що діаграма Юнга λ містить діаграму Юнга μ; це позначається λ/μ. Якщо λ = (λ1,λ2,...) і μ=(μ1,μ2,...),, то сховище діаграм означає, що μi ≤ λi для всіх i. Діаграма асиметричної форми λ/μ - це теоретико-множинна різниця діаграми Юнга та діапазонів λ та μ: множина квадратів, що належать до діаграми λ, але не до μ. Асиметрична таблиця форми λ/μ отримується заповненням квадратів відповідної асиметричної діаграми; така таблиця є напів стандартом, якщо записи в кожному її рядку повільно зростають і суворо збільшуються в кожному стовпчику, і це нормально, якщо всі числа від 1 до числа квадратів асиметричної діаграми з'являються рівно один раз. У той час як карта з розділів на їх діаграму Юнга ін'єктивна, це не так з карти з асиметричною фігурою на асиметричну діаграму; отже, форма асиметричної діаграми не завжди може бути визначена тільки з набору заповнених квадратів. Незважаючи на те, що багато властивостей асиметричних таблиць залежать лише від заповнених квадратів, деякі операції, визначені на них, вимагають явного знання λ та μ, тому важливо, щоб асиметричні таблиці записували цю інформацію: дві різні асиметричні таблиці можуть відрізнятися лише за своєю формою, в той час як вони матимуть один і той же набір квадратів, кожен з яких заповнюється однаковими записами. Таблиці Юнга можуть бути ідентифіковані з асиметричною таблицею, в якій μ - порожній розділ (0) (унікальний розділ 0).
Будь-яка напів стандартна таблиця T з формою λ/μ з позитивними цілими записами породжує послідовність розділів (або діаграми Юнга), починаючи з μ, і беручи за розділ i, розміщується далі в послідовності, в якій діаграма отримується з  μ, додавши всі поля, що містять значення value ≤ i в T; цей розділ з часом стає рівним λ. Будь-яка пара послідовних форм у такій послідовності є асиметричною формою, діаграма якої містить не більше одного коду в кожному стовпчику; такі форми називаються горизонтальними смугами. Ця послідовність розділів повністю визначає T, і насправді можна визначити 
напів стандартною таблицею як такі послідовності, як це робив Макдональд (Macdonald 1979, p. 4).Це визначення включає розділи λ і μ у даних, що містять асиметричну таблицю.

## Огляд програм
Таблиці Юнга мають численне застосування в комбінаториці, теорії представлень та алгебраїчній геометрії. Розглянуто різні способи підрахунку "Таблиць Юнга" і доведено спосіб визначення та ідентифікації для функцій Шура. Відомо багато комбінаторних алгоритмів на таблицях, в тому числі Шютценбергера та кореспонденція Робінзона-Шенштейта-Кнута. Ласкукс і Шютценбергер вивчали асоціативний продукт на наборі всіх напів стандартних таблиць Юнга, надавши їм структуру під назвою пластичний моноід (французька: le monoïde plaxique).
У теорії зображень стандартні таблиці Юнга з розміром k описують основи нескоротних уявлень симетричної групи на k букв. Стандартна мономерна основа в кінцевомірному нескоротному представленні загальної лінійної групи GLn параметризована набором напів стандартних таблиць Юнга фіксованої форми над алфавітом {1, 2, ..., n}. Це має важливі наслідки для  теорії інваріантів, починаючи від роботи Годжа на однорідному координатному кільці грассманіану який далі досліджує Джан-Карло Рота з співавторами, включаючи Конкіна і Клаудіо Процесі, а також Ейзенбуда. Правило Літлвуда-Річардсона, що описує (серед інших речей) розпад тензорного добутку нескоротних уявлень GLn на нескоротні компоненти, сформульовано в термінах певного асиметричної напівстандартної таблиці.
Застосування до алгебраїчного центру геометрії навколо числення Шуберта на грассманіанах та різновидах знаменів. Деякі важливі класи гомології можуть бути представлені поліномами Шуберта та описані в термінах таблиць Юнга.

## Застосування в теорії зображень
Дивіться також:Теорія зображень симетричної групи

Діаграми Юнга знаходяться в тісному  взаємозв'язку з незвідними зображеннями симетричної групи над комплексними числами. Вони забезпечують зручний спосіб визначення симетризаторів Юнга, з яких побудовані незвідні зображення. Багато фактів про зображення можна вивести з відповідної діаграми. Нижче ми описуємо два приклади: визначення розмірності  зображення та обмеження зображення. В обох випадках ми побачимо, що деякі властивості представлення можна визначити, використовуючи лише його діаграму.
Діаграми Юнга також параметризують незвідні поліноміальні зображення загальної лінійної групи GLn (коли вони мають не більше n непорожніх рядків) або незвідні зображення спеціальної лінійної групи SLn (коли вони мають не більше n − 1 порожніх рядків), або незвідні комплексні зображення спеціальної унітарної групи SUn (знову ж таки, коли вони мають не більше n − 1 порожніх рядків). У цих випадках центральну роль відіграє напів стандартна таблиця з записами до n, а не стандартна таблиця; зокрема це число тих таблиць, які визначають розмір представлення.

### Розмірність  зображення

Довжини гаків коробок для перегородки 10 = 5 + 4 + 1

Розмір нескоротного представлення πλ симетричної групи Sn, що відповідає розбиттю λ з n, дорівнює кількості різних стандартних  таблиць Юнга, які можна отримати з діаграми представлення. Цей номер можна розрахувати за формулою довжини гачка.
Гачок з довжиною гачка hook(x) комірки x у діаграмі Юнга Y(λ) форми λ - це число комірок, що знаходяться в одному рядку справа від нього, а також ті комірки в тому ж стовпчику під ним, плюс один (для самої комірки). За формулою довжини гачка розмір нескоротного зображення - n! поділена на виріб довжини гачка всіх комірок у діаграмі подання:
{\displaystyle \dim \pi _{\lambda }={\frac {n!}{\prod _{x\in Y(\lambda )}\operatorname {hook} (x)}}.}
На малюнку праворуч показано довжини гаків для всіх комірок на діаграмі розділу 10 = 5 + 4 + 1. Таким чином
{\displaystyle \dim \pi _{\lambda }={\frac {10!}{7\cdot 5\cdot 4\cdot 3\cdot 1\cdot 5\cdot 3\cdot 2\cdot 1\cdot 1}}=288.}
Аналогічно, розмір нескоротного представлення W(λ) GLr, що відповідає розбиттю λ з n (з не більше r частинами), - це число напівстандартного зображення Юнга у формі λ (що містить лише записи від 1 до r), яке задається формулою довжини гачка:
{\displaystyle \dim W(\lambda )=\prod _{(i,j)\in Y(\lambda )}{\frac {r+j-i}{\mathrm {hook} (i,j)}},}
де індекс i дає рядок і колонку j комірки. Наприклад, розділ (5, 4, 1) ми отримуємо як розмір відповідного нескоротного представлення GL7 (переміщення кодів рядками):
{\displaystyle \dim W(\lambda )={\frac {7\cdot 8\cdot 9\cdot 10\cdot 11\cdot 6\cdot 7\cdot 8\cdot 9\cdot 5}{7\cdot 5\cdot 4\cdot 3\cdot 1\cdot 5\cdot 3\cdot 2\cdot 1\cdot 1}}=66528.}

### Обмежені зображення
Представлення симетричної групи на n елементах, Sn також є зображеннями  симетричної групи на n − 1 елемента Sn−1. Однак неприйнятне зображення Sn не може бути неприйнятним для Sn−1. Натомість це може бути пряма сума декількох уявлень, які нескоротні для Sn-1. Ці уявлення потім називаються факторами обмеженого зображення (див. також Індуковане подання).
Питання про визначення цього розкладу обмеженого представлення даного незвідного зображенням Sn, що відповідає розбиттю λ з n, відповідає наступним чином. Один з них утворює набір всіх діаграм Юнга, які можна отримати з діаграми форми λ, видаливши лише одну комірку (яка повинна бути в кінці його рядка та її стовпчика); потім обмежене представлення розкладається як пряма сума незвідних представлень Sn−1, що відповідають тим діаграмам, кожен з яких з'являється лише  один раз у сукупності.

## Дивіться також
- Шур-Вейл подвійність[en]
- Решітка Юнга[en]
- Листування Робінзон-Шенченд[en]